# Pleurochaete squarrosa
{{#ifeq:0|0|{{#if:Pleurochaete squarrosa|{{#if:|[[]}}|[[]]}}}}
Pleurochaete squarrosa — вид мохів порядку потіальних (Pottiales).

## Поширення
Батьківщиною є Європа, Африка, Північна Америка, Південна Америка, Азія.